# Ácido 3-(4-fluorofenil)propiônico
Ácido 3-(4-fluorofenil)propiônico (português brasileiro) ou ácido 3-(4-fluorofenil)propiónico (português europeu) é o composto orgânico de fórmula C9H9FO2, fórmula linear FC6H4CH2CH2CO2H, massa molecular 168,16. É classificado com o número CAS 459-31-4, número MDL MFCD00060327 e PubChem Substance ID 24879871. Apresenta ponto de fusão de 86 - 91	°C.